# Miroslav Hlaváč
Miroslav Hlaváč (23. října 1923 Protivín – 4. prosince 2008 Praha) byl český skladatel elektroakustické hudby a mostní stavitel.
Jedná se o autora přibližně 120 různých hudebních skladeb. Mnohé z nich byly oceněny v domácích i zahraničních soutěžích. Jeho skladby byly vydávány tiskem u nás i zahraničí, byly hrány v rozhlase a vycházely na gramofonových deskách.
V roce 2008 Společnost pro elektroakustickou hudbu vydala dvě profilová CD s jeho elektroakustickými hudebními skladbami. Jedná se o skladby koncertní, scénické a o elektroakustické balety.